# 法比亚娜·罗萨莱斯
法比亚娜·安德蕾娜·罗萨莱斯·格雷罗·德·瓜伊奥（1992年4月22日—），委內瑞拉記者和社群媒體人權活動者。由於她的丈夫胡安·瓜伊多被50多個國家承認是委內瑞拉臨時總統，所以白宮和委内瑞拉全国代表大会認為她是委內瑞拉第一夫人。

## 早年和教育经历
1992年4月22日，法比亚娜在委内瑞拉梅里达州托瓦尔出生。父亲卡洛斯是农民，母亲是新闻工作者。小时候她便在旁观察母亲做采访，对社会议题产生兴趣。她帮家里干农活，决定要学习做新闻。2013年，父亲心脏病发作去世，她将这件事归咎于委内瑞拉物资短缺。她说：“村子里没有能稳定他情况的药物，救护车不能把他送到最近的医院。”她的表兄也是因为类似的原因去世，当时适合他血型的血源没有找到。
2013年，她从拉斐尔·贝尔索·查辛大学新闻与社会传播系毕业，担任梅里达州一个市议会的新闻官，之后被调到加拉加斯负责类似职务。
她在一场青年集会中结识胡安·瓜伊多，两人最终于2013年结婚，2017年生下一个女儿。

## 政治活动

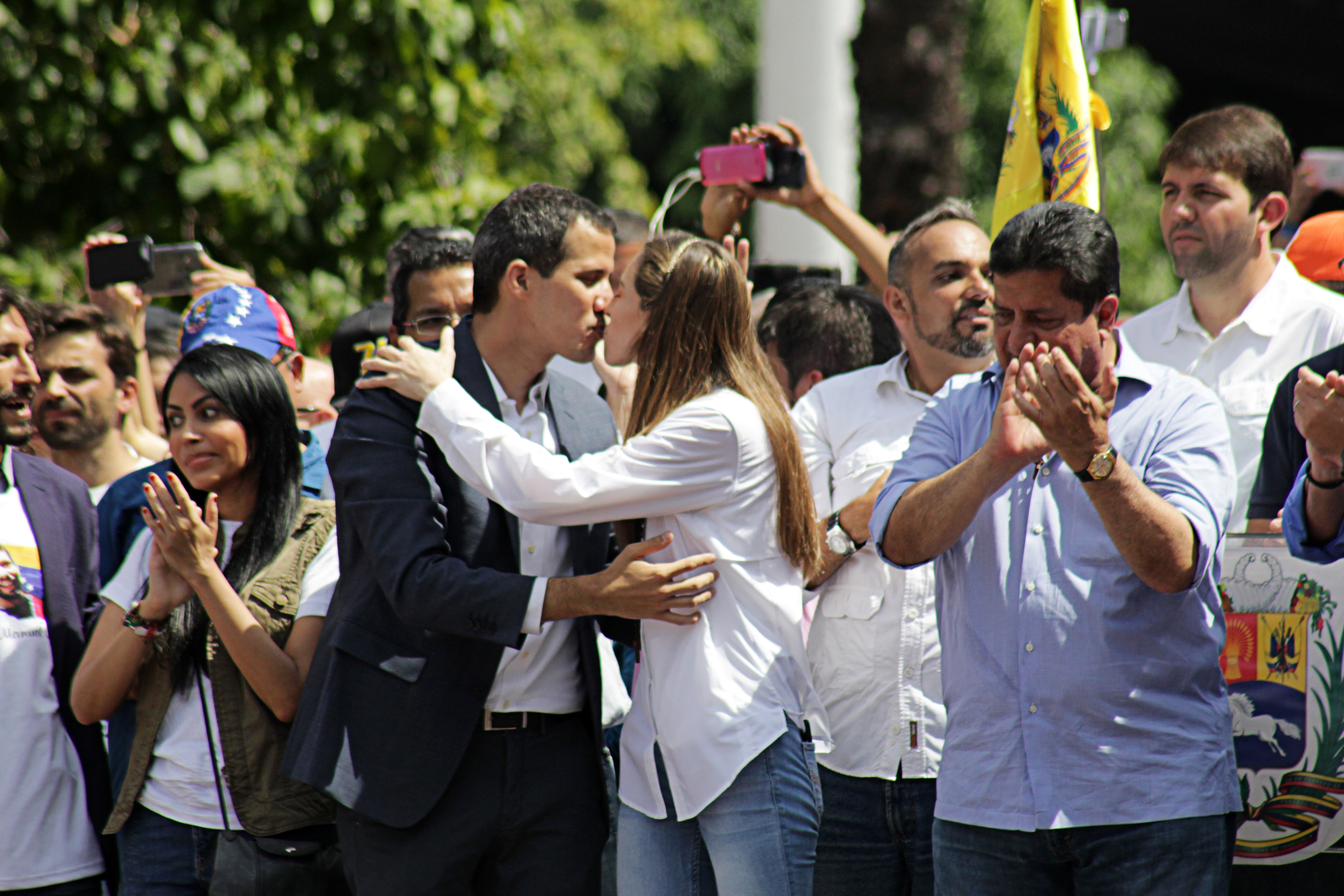
2019年2月，法比亚娜和瓜伊多共同出席示威活动。

大学期间她便为反对党人民意志工作。截至2019年1月26日，她凭借人权活动份子的身份在Instagram获得15万关注 。她表示自己站出来的原因是不想让“女儿长大后打算离开委内瑞拉”，“让女儿接手一个更好的国家”。
2019年委内瑞拉总统地位危机期间，委内瑞拉全国代表大会推选胡安·瓜伊多为临时总统，挑战尼古拉斯·马杜罗的合法地位。法比亚娜告诉路透社，亲政府武装分子和特务在跟踪她和她丈夫。
《纽约时报》认为法比亚娜是“瓜伊多竞选活动中的显眼存在，给这个遭受危机蹂躏的国家带来改变”。她承担了反对派国际大使的角色，接触玻利维亚侨民和多个宗教领袖，征求支持。她的外交工作从拉丁美洲启动，于2019年3月分别会见秘鲁总统马丁·比斯卡拉和智利总统塞巴斯蒂安·皮涅拉。
3月27日，她在白宫会见美国总统唐纳德·特朗普和副总统迈克·彭斯。她表示委内瑞拉的危机很严峻，“要么自由要么独裁，要么活要么死”。特朗普则表示见到委内瑞拉第一夫人很荣幸。之后她前往迈阿密会见市长卡洛斯·希门尼斯，获得迈阿密-戴德县给出的钥匙。